# マーサ・ノレリウス
マーサ・ノレリウス（英: Martha Norelius、1908年1月20日 - 1955年9月25日）は、アメリカ合衆国の競泳選手。
スウェーデンのストックホルム生まれ。1924年のパリオリンピックとその四年後のアムステルダムオリンピックに出場し、パリでは400m自由形で金を、アムステルダムでも400m自由形と4×100m自由形リレーで金を獲得した。カナダのカヌー選手、ジョゼフ・ライト・ジュニアと結婚し、ミズーリ州セントルイスにて没した。